# Nassariidae
Los nasáridos (Nassariidae), comúnmente conocidos como caracoles de barro, son una familia de gasterópodos marinos y dulceacuícolas de tamaño pequeño a mediano. En ambiente marino, habitan en sedimentos arenosos o fangosos y se distribuyen desde la zona intermareal hasta la nerítica e incluso a mayores profundidades.

## Descripción
Las distintas especies dentro de esta familia, tienen una morfología de concha, dientes y un comportamiento característicos. Si bien no existe en la actualidad una sinapomorfía morfológica que sea específicamente útil para definir a los nasáridos, se suele utilizar caracteres de la rádula y también pueden aplicarse algunas de estas principales características:
- Presencia de dientes raquidianos con multicúspides que presentan de 3 a 10 dentículos.
- Presencia de un tentáculo metapodial.
- Presencia de una fasciola en el sifón con una fosa notable.
- Escultura axial bien desarrollada, con una gran apertura.
- Protoconcha multiespiral.
- Pliegue columelar terminal, con excepciones.

Particularmente, en especies de Reticunassa, hay presentes una protoconcha planctotrófica compleja y ornamentada. El adulto es pequeño, no excediendo los 8mm y la escultura secundaria en espiral en la teleoconcha. Para las especies de Nassarius, presentan protoconcha aquillada con especies de desarrollo larvario planctotrófico. Algunas especies pueden presentar dimorfismo sexual.

## Distribución
Se distribuyen a lo largo de todo el mundo, con gran diversidad de especies en todas las regiones y mares, siendo muy diversos en regiones tales como el indo-pacífico y el mediterráneo, además de rodear las costas de Europa, América, África, Australia y Nueva Zelanda.

## Hábitat
Habitan comúnmente tanto fondos blandos como en costas rocosas.

## Alimentación
Los miembros de esta familia tienen un tipo de alimentación carroñera.

## Galería
|                   |
| Nassarius tiarula |

|                      |
| Nassarius papillosus |

|                       |
| Nassarius reticulatus |

|                       |
| Nassarius prysmaticus |